# المكتب الاتحادي لأمن المعلومات
المكتب الاتحادي لأمن المعلومات (بالألمانية: Bundesamt für Sicherheit in der Informationstechnik) هيئة حكومية ألمانية مسؤولة عن إدارة أمن الحواسيب والاتصالات للحكومة الألمانية. تتضمن مجالات عملها أمن تطبيقات الحواسيب، حماية العتاد، أمن الإنترنت، التشفير.

## هيئات مشابهة
يشابه دور المكتب الفيدرالي دور وكالة الأمن القومي في الولايات المتحدة، ومقر الاتصالات الحكومية في المملكة المتحدة.

## وصلات خارجية
- موقع المكتب الفيدرالي لأمن المعلومات